# Joshua Lose
Joshua Alan Lose (Perth, West-Australië, Australië, 3 juli 1986) is een voormalig Australisch langebaanschaatser.

## Biografie
Tijdens zijn jeugd was Lose een goede inline-skater. Op het WK skeeleren in 2003 in Barquisimeto, Venezuela won hij zilver op de 1000m voor junioren.
In 2007 werd Lose aangereden door een auto tijdens een fietsrit. Hij had een ernstig hoofdletsel en verloor zijn reukvermogen. Tevens duurden het weken voordat hij weer een normaal gesprek kon voeren. Lose kwam, op het verlies van zijn reukvermogen na, overal weer bovenop en kwam op aanraden van Desly Hill naar Nederland om te inline-skaten. Al snel kreeg hij voetklachten en moest stoppen met inline-skaten. Daarop stelde Desly Hill voor om zich aan te sluiten bij het schaatsteam Team Gold Rush, een team van internationale schaatsers. Op 29 november 2008 reed hij zijn eerste schaatswedstrijd op de ijsbaan van Enschede. Binnen enkele maanden plaatste Joshua zich voor de Wereldbekerwedstrijden. Zijn eerste Wereldbekerwedstrijden vonden half februari 2009 plaats in Heerenveen. Hij reed op de 1500m een persoonlijk record en op de 10.000m een Australisch record.
In het seizoen 2009/2010 deed Joshua mee aan de hele Wereldbekercyclus. Hij miste de Olympische Spelen op een haar na. Joshua mocht na verschillende afmeldingen meedoen aan het WK Allround 2010. Hij kreeg dit pas 2 dagen voor aanvang van het WK te horen. Tevens was hij ziek, waardoor hij na zijn 5000m afmeldde voor de 1500m op dag 2.
In het seizoen 2010/2011 werd Joshua tiende op de 5km van de WK Afstanden. Het seizoen daaropvolgend werd het laatste seizoen voor Joshua.

## Persoonlijke records
| Afstand      | Tijd      | Datum            | Baan           |
| ------------ | --------- | ---------------- | -------------- |
| 500 meter    | 38,90     | 23 januari 2010  | Calgary        |
| 1500 meter   | 1.48,36   | 18 februari 2011 | Salt Lake City |
| 3000 meter   | 4.02,17   | 16 oktober 2010  | Erfurt         |
| 5000 meter   | 0 6.27,03 | 12 december 2009 | Salt Lake City |
| 10.000 meter | 13.23,47  | 19 februari 2011 | Salt Lake City |

## Resultaten
| Jaar | CK N-Amerika | WK Allround | WK Afstanden          | Wereldbeker           |
| ---- | ------------ | ----------- | --------------------- | --------------------- |
| 2009 |              |             |                       | 48e 1500m 52e 5/10 km |
| 2010 | 13e          | NS3         |                       | 47e 1500m 40e 5/10 km |
| 2011 |              |             | 10e 5000m 13e 10.000m | 44e 1500m 23e 5/10 km |